# Geodia placenta
Geodia placenta är en svampdjursart som beskrevs av Schmidt 1862. Geodia placenta ingår i släktet Geodia och familjen Geodiidae. Inga underarter finns listade i Catalogue of Life.